# Thornton (Leicestershire)
Thornton – wieś w Anglii, w hrabstwie Leicestershire, w dystrykcie Hinckley and Bosworth. Leży 12 km na zachód od miasta Leicester i 152 km na północny zachód od Londynu.